# Kenji Ishihara
Kenji Ishihara (jap. 石原 研而, Ishihara Kenji; * 16. April 1934 in der Präfektur Okayama) ist ein japanischer Bauingenieur (Geotechnik). Er ist ein international anerkannter Experte für geotechnische Problem bei Erdbeben (wie Liquefaktion).
Ishihara machte 1957 seinen Abschluss als Bauingenieur an der Universität Tokio und wurde 1963 promoviert. 1966 bis 1967 war er Gastwissenschaftler an der University of Illinois at Urbana-Champaign bei Ralph Peck. Danach war er an der Universität Tokio, wo er 1977 bis 1995 Professor für Geotechnik war. Ab 1995 war er Professor für Bauingenieurwesen an der Naturwissenschaftlichen Universität Tokio. Er unterrichtet seit 2001 außerdem an der Chūō-Universität in Tokio.
1970 bis 1976 war er Sekretär der nationalen japanischen Sektion der International Society for Soil Mechanics and Foundation Engineering (ISSMFE) und 1989 bis 1993 Vizepräsident der Sektion Asien. 1997 bis 2001 war er Präsident der (ISSMGE).
Er war weltweit an der Untersuchung der geotechnischen Auswirkungen von Erdbeben beteiligt und arbeitete für UNESCO und UNDP (United Nations Development Project), zum Beispiel in Chile, Indien und dem Iran.
1993 hielt er die Rankine Lecture (Liquefaction and flow failure during earthquakes). 1998 erhielt er die Harry Bolton Seed Medal der ASCE und 2000 den Preis der Japan Akademie. Er hielt die Terzaghi Vorlesung auf der 14. International Conference on Soil Mechanics and Ground Engineering 1997 in Hamburg. 2010 wurde er Mitglied der National Academy of Engineering.

## Schriften
- Bodenmechanik, 1988 (japanisch)
- Grundlagen der Bodendynamik, 1974 (japanisch)
- Soil Behaviour in Earthquake Geotechnics, Oxford University Press 1996 (Russische Übersetzung 2006)